# 朱一是
朱一是（?—?），字近修，号欠庵。浙江海宁人，明末清初政治人物。

## 生平
早年為諸生，擅長寫科舉時文，是考生指南。与范路等为“梅里八友”。崇祯十五年（1642年）举浙江乡试。甲申後自署“欠庵”，自谓“惟欠一死”。入清後不再出仕，原本打算遁入空門，为弟子所阻擋。徙居嘉興之梅會里，“披緇衣授徒”。卒年六十二。

## 著作
曾學畫，隨意為之，傳世作品極少，亦有可觀之處。有《為可堂集》和词集《梅里词》。